# Karmazyn niebieski
Karmazyn niebieski (Sebastes mystinus) – gatunek morskiej ryby skorpenokształtnej z rodziny Sebastidae, klasyfikowanej też jako podrodzina Sebastinae w obrębie skorpenowatych. Jest cenioną rybą konsumpcyjną. Dawniej miał duże znaczenie w rybołówstwie. Do 2015 był gatunkiem kryptycznym.

## Rozmieszczenie i środowisko
Naturalny zasięg występowania tego gatunku obejmuje wody północno-wschodniego Pacyfiku, od północnego Oregonu na południe do Baja California Sur w Meksyku. Doniesienia dotyczące jego występowania bardziej na północ, do Kolumbii Brytyjskiej w Kanadzie, dotyczą opisanego naukowo w 2015 Sebastes diaconus.
S. mystinus bytuje w wodach przybrzeżnych i średnio głębokich, do ok. 300 m p.p.m., rzadziej na stokach szelfów na głębokościach do ok. 500 m (550 m p.p.m.). Przebywa w dużych grupach nad kamienistym lub skalistym dnem, przy dnie lub w wodach batypelagialnych. Chętnie kryje się wśród wodorostów dennych.

## Systematyka
Gatunek ten został opisany naukowo przez Jordana i Gilberta w 1881 pod nazwą Sebastichthys mystinus. W 1893 Eigenmann i Beeson przenieśli go do podrodzaju Primospina w obrębie rodzaju Sebastes.
W jego obrębie obserwowano zauważalne różnice w ubarwieniu oraz nieznaczne w morfologii pomiędzy populacją południową i północną. Również badania molekularne wskazywały na istotne różnice w badanych stadach. Na podstawie kolejnych badań molekularnych i morfologicznych w 2015 opublikowana została rewizja taksonomiczna, która skorygowała diagnozę taksonomiczną S. mystinus, a opisywaną do tej pory pod tą samą nazwą populację północną wyodrębniła jako nowy gatunek Sebastes diaconus.

### Etymologia
Nazwa rodzajowa pochodzi od greckiego słowa σεβαστoς (sebastos) oznaczającego „czcigodny, szanowny, dostojny”. Epitet gatunkowy mystinus pochodzi od zlatynizowanej formy greckiego słowa μύστης (mystēs) interpretowanego jako „zainicjowany, mistyczny” albo „kapłan”. Słowo to zostało wybrane na epitet gatunkowy, ponieważ XIX-wieczny rybak z Monterey w Kalifornii nazwał tę rybę „pêche prêtre”, co tłumaczono jako „kapłańska ryba”, z powodu ciemnego ubarwienia całego ciała i jaśniejszego pasma pomiędzy ciemnymi pasami na głowie ryby, przypominającego koloratkę.

## Cechy zewnętrzne

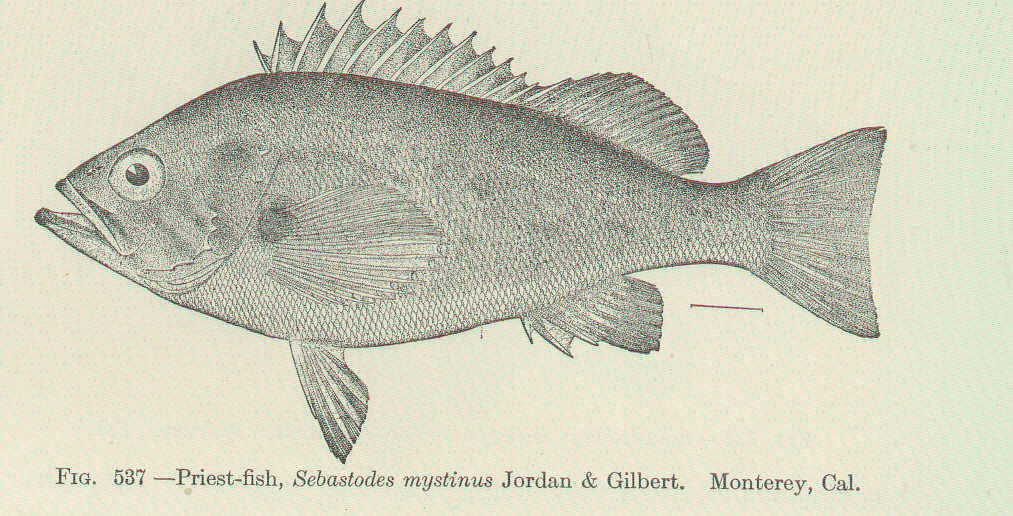
Rysunek z 1907 roku – Jordan D.S. „Fishes”, New York City

Przeciętna długość ciała, jaką osiągają karmazyny niebieskie mieści się w przedziale pomiędzy 25 a 35 cm. Maksymalnie osiągają  do 55 cm (61 cm). Największa odnotowana masa ciała wynosi 3,8 kg.
Ubarwienie ciała dość zmienne, w zakresie od stalowoniebieskiego do zielonkawoniebieskiego, przez co S. mystinus jest często mylony z podobnie jednolicie ciemno ubarwionymi gatunkami z tego samego rodzaju: S. melanops, S. variabilis i S. ciliatus. Na głowie S. mystinus zauważalne są ciemne pasy, a boki ciała pokryte są dużymi, ciemnymi, kanciastymi plamami łatwo rozpoznawalnymi u większych osobników młodocianych i  u osobników dojrzałych płciowo.

## Biologia
Karmazyny niebieskie rosną powoli i późno wchodzą w okres dojrzewania płciowego, pomiędzy 5–8 rokiem życia. W okresie tarła tworzą ławice. Są gatunkiem żyworodnym. Narybek pelagiczny.
Żywią się drobnymi rybami i bezkręgowcami, głównie krylem, osłonicami i meduzami.
Młode karmazyny stanowią pokarm innych morskich kręgowców. Podobnie jak pozostałe Sebastes spp., karmazyn niebieski jest gatunkiem długowiecznym. Maksymalny odnotowany wiek osobnika tego gatunku to 44 lata.

## Znaczenie gospodarcze

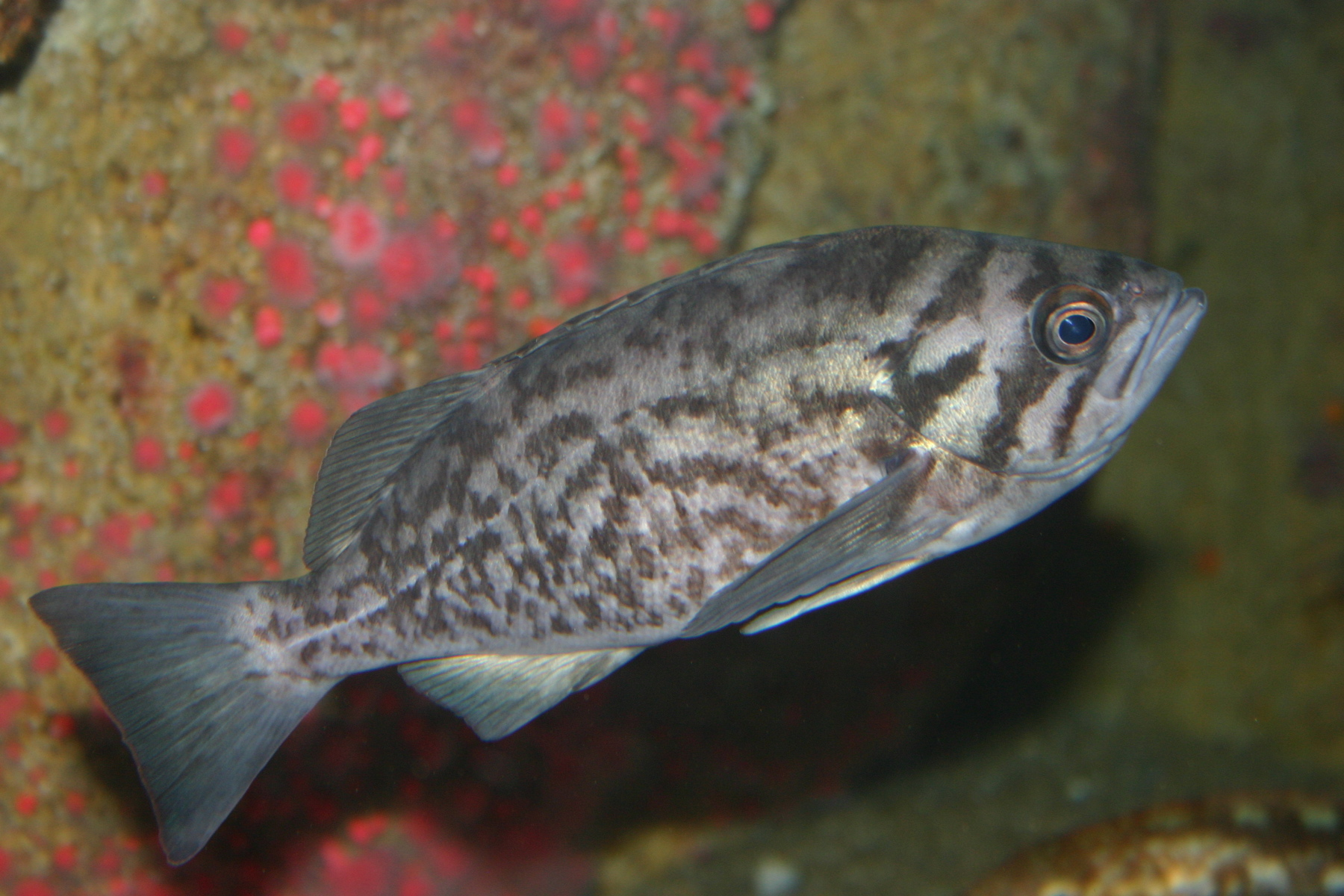
Karmazyn niebieski w Monterey Bay Aquarium

W XIX w. karmazyn niebieski był najważniejszym gatunkiem w komercyjnych połowach w Kalifornii. W XXI w. jest poławiany głównie rekreacyjnie. Ma białe, delikatne mięso, bardzo cenione. Gatunek ten jest prezentowany w akwariach publicznych i oceanariach.

## Zagrożenia i ochrona
Według stanu z grudnia 2018 gatunek ten nie figuruje w Czerwonej księdze gatunków zagrożonych Międzynarodowej Unii Ochrony Przyrody (IUCN).